# Torquato Perotti
Torquato Perotti (Sassoferrato, 1580  circa – Amelia, 24 settembre 1642) è stato un vescovo cattolico italiano.

## Biografia
Apparteneva alla famiglia del celebre umanista Niccolò Perotti, del quale onorò la memoria con varie iniziative.
Fu al servizio del cardinale Maffeo Barberini come cappellano e caudatario. Nel 1623 quest'ultimo venne eletto papa con il nome di Urbano VIII, assunse anche la carica di suo cameriere segreto (in latino: cubicularius).
Il 20 giugno 1633 fu nominato vescovo di Amelia. L'ordinazione episcopale avvenne il 25 luglio successivo per opera del cardinale Antonio Barberini, prefetto della Congregazione dei vescovi e regolari, co-consacranti Giovanni della Robbia, vescovo di Bertinoro, e Benedetto Landi, già vescovo di Fossombrone.
Il suo stemma episcopale (stemma vescovile inquartato: nel 1° e 4° a tre api d'argento; nel 2° e 3° alla scala a pioli posta in banda col leone d'argento saliente e attraversante nella scala (cfr. Spreti, p. 265); sul tutto d'argento a tre scaglioni rossi al lambello a tre pendenti), riprodotto in un dipinto murale, è visibile a https://www.beweb.chiesacattolica.it/benistorici/bene/6460606/Ambito+umbro+sec.+XVII%2C+Arme+del+vescovo+Torquato+Perotti
Un suo ex libris a stampa riproducente il suo stemma episcopale, presente in un codice della Biblioteca Vallicelliana (ms. R47, alla carta 1recto), è riprodotto a https://archiviopossessori.it/archivio/2732-perotti-torquato
Fu membro dell'Accademia degli Humoristi (Umoristi) di Roma. Coltivò la poesia e fu collezionista di opere d'arte (gli appartenne il quadro delle Tre Grazie di Ventura Salimbeni, oggi alla Galleria Borghese). Nel 1640 donò la sua biblioteca alla Congregazione dell'Oratorio: attualmente essa è conservata nella Biblioteca Vallicelliana di Roma. L'elenco del suo lascito librario è riportato nel manoscritto vallicelliano P 207.

## Genealogia episcopale
La genealogia episcopale è:
- Cardinale Guillaume d'Estouteville, O.S.B.Clun.
- Papa Sisto IV
- Papa Giulio II
- Cardinale Raffaele Riario
- Papa Leone X
- Papa Paolo III
- Cardinale Francesco Pisani
- Cardinale Alfonso Gesualdo
- Papa Clemente VIII
- Cardinale Pietro Aldobrandini
- Cardinale Laudivio Zacchia
- Cardinale Antonio Barberini, O.F.M.Cap.
- Vescovo Torquato Perotti